# Yvette Williams
Yvette Winifred Williams (Dunedin, 1929. április 25. – Auckland, 2019. április 13.) a Brit Birodalom Rendjével kitüntetett, olimpiai bajnok új-zélandi atléta.
Aranyérmes volt távolugrásban az 1952-es olimpiai játékokon Helsinkiben. A szám döntőjében 6 méter 24 centimétert ugrott, tíz centivel hosszabbat, mint az ezüstérmes szovjet Alekszandra Csugyina. Részt vett a súlylökés, valamint a diszkoszvetés számokban is, előbbit hatodikként, utóbbit pedig tizedikként zárta.
Öt arany-, és egy ezüstérmet nyert a nemzetközösségi játékokon. 1950-ben megnyerte a távolugrás versenyét, és második lett gerelyhajításban. Négy évvel később a Vancouverben rendezett játékokon diszkoszvetésben, súlylökésben és távolugrásban is első lett.
Egy alkalommal állított fel új női világrekordot távolugrásban. 1954. február 20-án 6,28-ot ugrott, amivel a holland Fanny Blankers-Koen tízéves rekordját döntötte meg.